# Dolophilodes chilensis
Dolophilodes chilensis är en nattsländeart som först beskrevs av Luisa Eugenia Navas 1918.  Dolophilodes chilensis ingår i släktet Dolophilodes och familjen stengömmenattsländor. Inga underarter finns listade i Catalogue of Life.